# أمينة بوعياش
أمينة بوعياش هي سياسية وناشطة حقوقية مغربية، من مواليد سنة 1957 بمدينة تطوان. تتحدث أربع لغات هي الإنجليزية والعربية والفرنسية والإسبانية. كانت عضو المنظمة العربية لحقوق الإنسان وعضو مجموعة الخبراء للدراسات الإستراتيجية في المنطقة في المفوضية العليا لحقوق الإنسان في الأمم المتحدة، ولديها العديد من المناصب في الشأن الحقوقي والإنساني. ترأست سابقاً منظمة حقوق الإنسان في المغرب وهي من مؤسسيها. كما كانت مسؤولة مكتب الإتصال (الإعلام) في حكومة عبد الرحمن اليوسفي. وكانت ناشطة في حملة حركة عائلات المعتقلين السياسيين في المغرب في منتصف السبعينات، وذلك بعد اعتقال زوجها السابق بسبب نشاطه السياسي.

## دراستها
- حصلت على الدبلوم العالي في الاقتصاد السياسي،[1]
- حصلت على درجة الماجستير في علم الاقتصاد من جامعة محمد الخامس في الرباط.

## المسيرة المهنية
بدأت بوعياش مسيرتها المهنية في مجال حقوق الإنسان في سن مبكرة، حيث عملت مع عائلات المعتقلين السياسيين أثناء سنوات الرصاص في المغرب. وعملت لمدة عامين مع عالمة الإجتماع فاطمة مرنيسي على حقوق الإنسان، وتحديدا حقوق النساء المسلمات، ونشرت عدد كبير من المقالات حول هذا الموضوع بالعربية، الإنجليزية، الفرنسية والإسبانية.
عملت بوعياش مع الأمم المتحدة والاتحاد الأفريقي والمنتدى الأورو- متوسطي فيما يخص حقوق المدافعين عن حقوق الإنسان وحرية تكوين الجمعيات. وزارت تونس ضمن المجموعة الأولى من الشخصيات المعنية بالدفاع عن حقوق الإنسان بعد تنازل الرئيس التونسي السابق زين العابدين بن علي، وإلى ليبيا بعد اختفاء الرئيس الليبي السابق معمر القذافي. كانت ولا تزال تسعى بجد مع المجموعة الإقليمية لإصلاح جامعة الدول العربية.

## المناصب السياسية

### المناصب
تقلدت أمينة بوعياش العديد من المناصب منها:
- 1998- 2002: تم تعينها كمستشارة إعلامية ضمن مجلس الورزاء برئاسة الوزير السابق عبد الرحمن اليوسفي.[1][3]
- 2006- 2015: شغلت منصب رئاسة المنظمة المغربية لحقوق الإنسان (انتخبت في أبريل 2006 ومارس 2009) لتكون بذلك أول امرأة تترأس منظمة لحقوق الإنسان، حيث عملت على قضايا مهمة تخص حقوق الإنسان في المغرب مثل التعذيب، حقوق اللاجئين، حقوق المرأة وإلغاء عقوبة الإعدام.[1][4][5][6]
- منذ أبريل 2007 إلى مايو 2013: شغلت منصب نائبة رئيس لفيدرالية الدولية لحقوق الإنسان.[1][6]
- 2011: تم تعينها ضمن اللجنة الاستشارية لتعديل الدستور المغربي بقرار من الملك محمد السادس.[1][6]
- منذ 2013: شغلت منصب الكاتبة العامة للمنظمة الفيدرالية الدولية لحقوق الإنسان إثر فوزها انتخابياً بهذا المنصب.[2]
- 2014: المنسقة الرئيسية للمنظمات الإفريقية غير الحكومية خلال القمة الإفريقية بأديس أبابا.[1]
- أكتوبر 2016: تقلدت منصب سفيرة المغرب بمملكة السويد وجمهورية لاتفيا.[1][7]
- في 6 دجنبر 2018 عيّنها الملك محمد السادس رئيسة للمجلس الوطني لحقوق الإنسان.[8]

### العضويات
حظيت بوعياش بعضوية عدد من المنظمات والهيئات منها:
- 1977- 1990: كانت عضوا في حركة المعتقلين السياسيين بالمغرب.[9]
- عضوة بالمنظمة العربية لحقوق الإنسان التي يوجد مقرها بالقاهرة (مصر).[1]
- عضوة مؤسسا لمركز الكواكبي للانتقال الديمقراطي (العاصمة تونس).[1]
- عضوة مؤسسا للمؤسسة الأورو – متوسطية لمحاربة الاختفاءات القسرية.[1]
- عضوة باللجنة الوطنية للقانون الدولي الإنساني.[1]
- منذ أبريل 2012: عضوية المنتدى الإقليمي لمنطقة الشرق الأوسط وشمال أفريقيا للتصديق على البروتوكول الاختياري لاتفاقية مناهضة التعذيب ومراقبة مراكز الاعتقال.[1]
- عضوية مجلس مؤسسة محمد السادس لإعادة تأهيل السجناء.[1]
- 2013: عضو بالأمانة العامة لمنظمة مجتمع الديمقراطيات (الشيلي).[1]
- 2013: عضوة باللجنة العلمية للتجمع العالمي لحقوق الإنسان ضد عقوبة الإعدام (مدريد).[1]
- عضو باللجنة الاستشارية لـ “مؤتمر كوبنهاغن للحوار بين الحضارات وحماية حرية التعبير”.[1]
- عضوة أيضا في مجموعة البحث حول المرأة والأسرة والطفل.[9]
- عضوة في اللجنة الوطنية لجائزة الكتاب.[9]

## الأوسمة
- 2014: مُنحت «وسام جوقة الشرف الوطني برتبة فارس للجمهورية الفرنسية» خلال حفل أُقيم في الرباط في مقر إقامة السفير الفرنسي، تقديرا لجهودها من أجل النهوض بحقوق الإنسان والدفاع عن قضية المرأة والحرية.[6][7][10]
- Order of the Throne: منح الملك محمد السادس أمينة بوعياش Order of the Throne تقدير لإسهاماتها البارزة في الدستور المغربي.

## روابط خارجية
- الناشطة الحقوقية أمينة بوعياش في المشهد